# Thomas Rudner
Thomas Rudner (* 11. September 1961 in Schwäbisch Gmünd) ist ein deutscher Politiker (SPD). Von Juli 2023 bis Juli 2024 war er Abgeordneter im Europäischen Parlament.

## Leben
Rudner legte 1980 das Abitur am Albrecht-Altdorfer-Gymnasium Regensburg ab. Er studierte Politikwissenschaft, Soziologie und Anglistik an der Universität Regensburg und der Philipps-Universität Marburg. Er schloss das Studium 1990 als Diplom-Politologe ab. Von 1991 bis 1992 war er als Organisationsreferent der Anti-Apartheid-Bewegung in deren Bundesgeschäftsstelle in Bonn tätig. Von 1992 bis 1995 war er Bildungsreferent beim Landesjugendring Baden-Württemberg in Stuttgart. Von 1996 bis 2006 war er für den Deutschen Gewerkschaftsbund in Bayern tätig, von 2000 bis 2006 als Landesjugendsekretär der DGB-Jugend. Von 2002 bis 2006 war er zudem ehrenamtlicher Vizepräsident des Bayerischen Jugendrings. Von 2006 bis 2021 war er Leiter des Koordinierungszentrums Deutsch-Tschechischer Jugendaustausch Tandem in Regensburg. Seit 2021 ist er Geschäftsführer der Stiftung Jugendaustausch Bayern.
Rudner lebt in Regensburg und München. Er hat drei Söhne.

## Politik
Rudner ist seit 1985 Mitglied der SPD.
Rudner kandidierte bei der Europawahl 2019 als Ersatzkandidat von Ismail Ertug. Nachdem dieser sein Mandat niedergelegt hatte, rückte er am 3. Juli 2023 in das Europaparlament nach. Dort ist er Mitglied im Ausschuss für Verkehr und Tourismus und Mitglied der Delegation für die Beziehungen zur Volksrepublik China.
Bei der Europawahl 2024 kandidierte Rudner auf Platz 16 der Europawahlliste der SPD. Da die SPD nur 14 Mandate erreichte, schied Rudner im Juli 2024 wieder aus dem Europaparlament aus.

## Mitgliedschaften
Rudner ist Mitglied der Vereinten Dienstleistungsgewerkschaft und der Deutsch-Israelischen Gesellschaft.

## Ehrungen
Rudner wurde 2022 mit der Medaille des 1. Grades des tschechischen Ministeriums für Schulwesen, Jugend und Sport ausgezeichnet.